# Spirit Hunter: NG
Spirit Hunter: NG è un videogioco del 2018 sviluppato da Experience per PlayStation Vita. La visual novel a tema horror, seguito di Death Mark, è stata commercializzata in Giappone con il titolo NG. Il gioco è stato convertito per PlayStation 4, Microsoft Windows e Nintendo Switch e distribuito in Occidente da Aksys Games.

## Trama
Spirit Hunter: NG è ambientato a Tokyo nel 1999 e racconta le vicende del diciassettenne Akira Kijima che deve risolvere il mistero della sparizione della cugina.